# Dámaso Vidalón
Dámaso Vidalón Villar fue un hacendado y político peruano.
En 1919, cuando el presidente Augusto B. Leguía dio inicio a su oncenio, fue elegido diputado por las provincias de Tahuamanu y Manu para la Asamblea Nacional de ese año que tuvo por objeto emitir una nueva constitución, la Constitución de 1920. Luego se mantuvo como senador ordinario hasta 1924, reeligiéndose ese año hasta 1929 durante todo el Oncenio de Leguía. Es considerado, junto con Antonio Larrauri la expresión más nítida del "gamonalismo serrano" representativa de la idea de "Patria Nueva" propuesta por Augusto B. Leguía. Representaba en el parlamento los intereses de los hacendados serranos productores de aguardiente.
Durante su gestión impulsó la construcción del Ferrocarril Huancayo-Huancavelica.